# Micrurus pyrrhocryptus
La coral chaqueña o coral argentina (Micrurus pyrrhocryptus) es una especie de ofidio, que compone el género Micrurus de la familia Elapidae. Habita en sabanas y bosques xerófilos del centro de América del Sur.

## Distribución y hábitat
Habita en sabanas y bosques en el centro del Brasil, el este y sudeste de Bolivia, el oeste del Paraguay y gran parte de la Argentina.
La especie ha sido evaluado como Preocupación Menor porque tiene una distribución amplia y se puede encontrar en una amplia gama de hábitats. No se han reportado amenazas específicas y esta especie no está experimentando una disminución significativa de la población.
Esta especie se distribuye en la parte central de América del Sur, desde el oeste de Bolivia hasta Paraguay en el este. Está muy extendido en Argentina (Misiones, Mendoza, La Rioja, La Pampa, Jujuy, Formosa, Entre Ríos, Corrientes, Córdoba, Chubut, Tucumán, Santiago del Estero, Santa Fe, San Luis, San Juan, Salta, Río Negro, Neuquén, Catamarca y Chaco). Esta especie se encuentra en un rango de elevación de 100 a 500 m sobre el nivel del mar. La especie es común, pero no hay información sobre las tendencias de población disponibles para esta especie.
Esta especie se encuentra en bosques caducifolios tropicales secos, praderas, sabanas y matorrales semi-caducifolios.
Tipos de hábitat: Bosques, sabana, matorrales y pastizales.

## Taxonomía
Descripción original
Esta especie fue descrita originalmente en el año 1862 por el herpetólogo estadounidense Edward Drinker Cope.
La localidad tipo es: «Río Vermejo River, Chaco Argentino», es decir, «Río Bermejo, Argentina».
Junto a otras 7 especies, integra el complejo Micrurus frontalis.

## Características
Es un ofidio de hábitos furtivos, pero con un potente veneno capaz de matar a un hombre adulto. Pero no posee la agresividad de otras serpientes ponzoñosas, por lo que los accidentes son muy raros. 
Su coloración presenta un patrón general tricolor. Muestra muy anchos anillos completos rojos y otros negros aún más anchos. Cada uno de estos últimos presenta dos angostos anillos blancos, los cuales se posicionan alejándose del área central de la porción negra, dando un sector negro más ancho entre los anillos blancos que entre cada uno de estos y los sectores rojos.  

## Amenazas y conservación
En la actualidad, es poco probable que alguna amenaza importante esté afectando a esta especie. No se conocen medidas de conservación específicas para esta especie. Sin embargo, parte de su distribución coincide con áreas protegidas. La apariencia se evaluó como Vulnerable en Paraguay y Bolivia y No amenazados en Argentina (Giraud et al., 2012).